# Lamborghini LM001
Lamborghini LM001 je prototip terenskog vozila kojeg je dizajnirala i izradila talijanska tvrtka Lamborghini. Vozilo je predstavljeno 1981.g. na Međunarodnom salonu automobila u Ženevi zajedno s novim modelom Jalpa.
Iako je projekt Cheetah doživio neuspjeh, ideja za terensko vozilo i dalje je bila prisutna u tvrtki Lamborghini, pa je koncept Cheetah redizajniran u LM001.
Za razliku od koncepta Cheetah koji je imao motor tvrtke Chrysler, prototip LM001 imao je 5.7 litreni AMC V8, snage 180 KS.
Zbog loših karakteristika ubrzanja i upravljanja, što je bilo objašnjeno kao rezultat postavljanja motora u stražnji dio vozila, model LM001 nije ušao u proizvodnju.

## Vanjske poveznice
- LamboCars: LM001  Arhivirana inačica izvorne stranice od 18. rujna 2006. (Wayback Machine) (engl.)